# Nango nana chome (métro de Sapporo)
Nango nana chome (南郷7丁目駅, Nangō-nana-chōme-eki) est une station du métro de Sapporo au Japon. Elle est située dans l'arrondissement de Shiroishi à Sapporo.

## Situation sur le réseau
Établie en souterrain, la station est située au point kilométrique (PK) 14,1 de la ligne Tōzai entre la station Shiroishi, en direction du terminus nord-ouest Miyanosawa, et la station Nango jusan chome, en direction du terminus sud-est Shin Sapporo.

## Histoire
La station a été inaugurée le 21 mars 1982.

## Services aux voyageurs

### Accès et accueil
La station est ouverte tous les jours.

### Desserte
- Ligne Tōzai :
  - voie 1 : direction Shin Sapporo
  - voies 2 et 4 : direction Miyanosawa

Installations et desserte
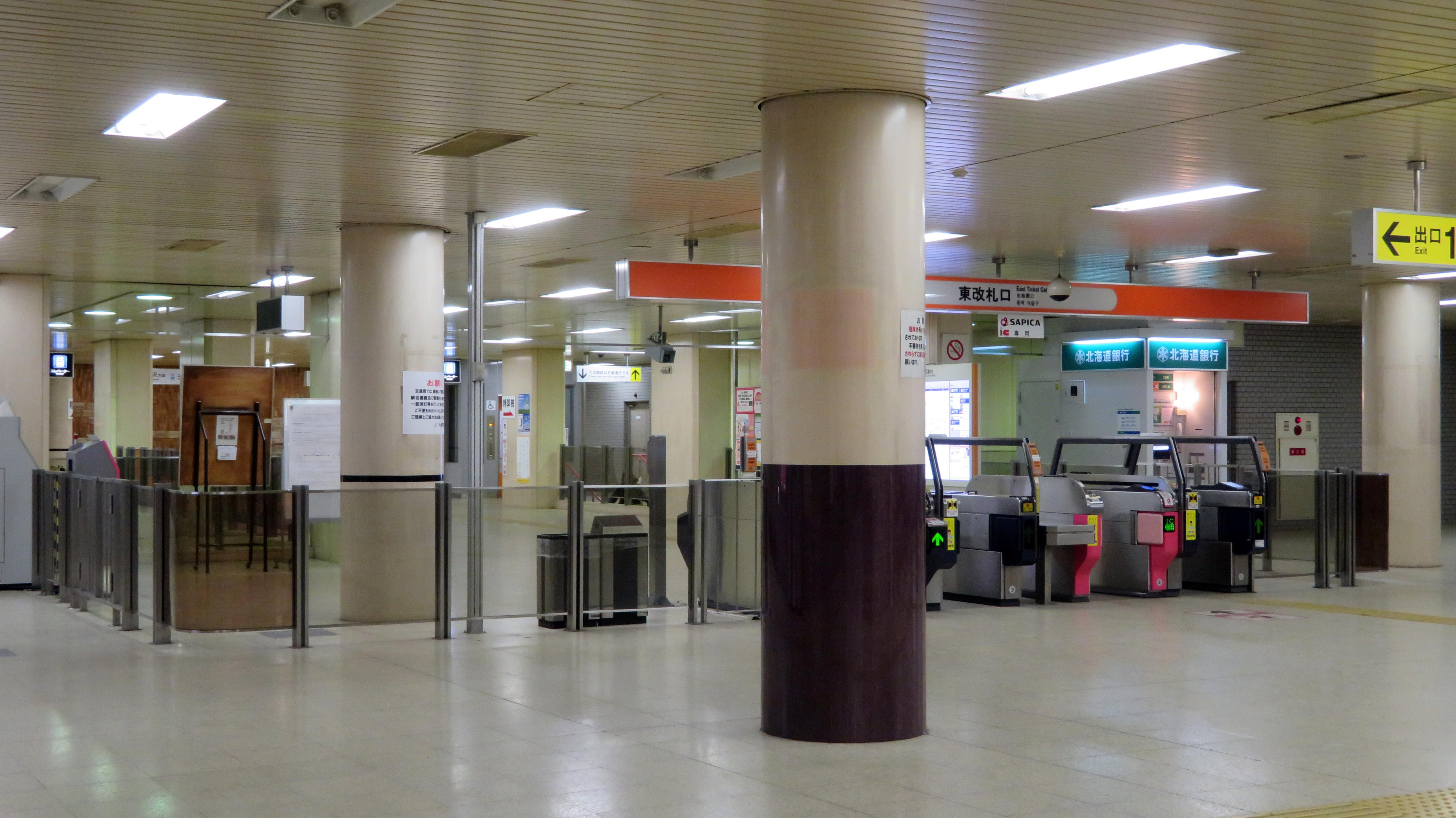
Ligne de contrôle.
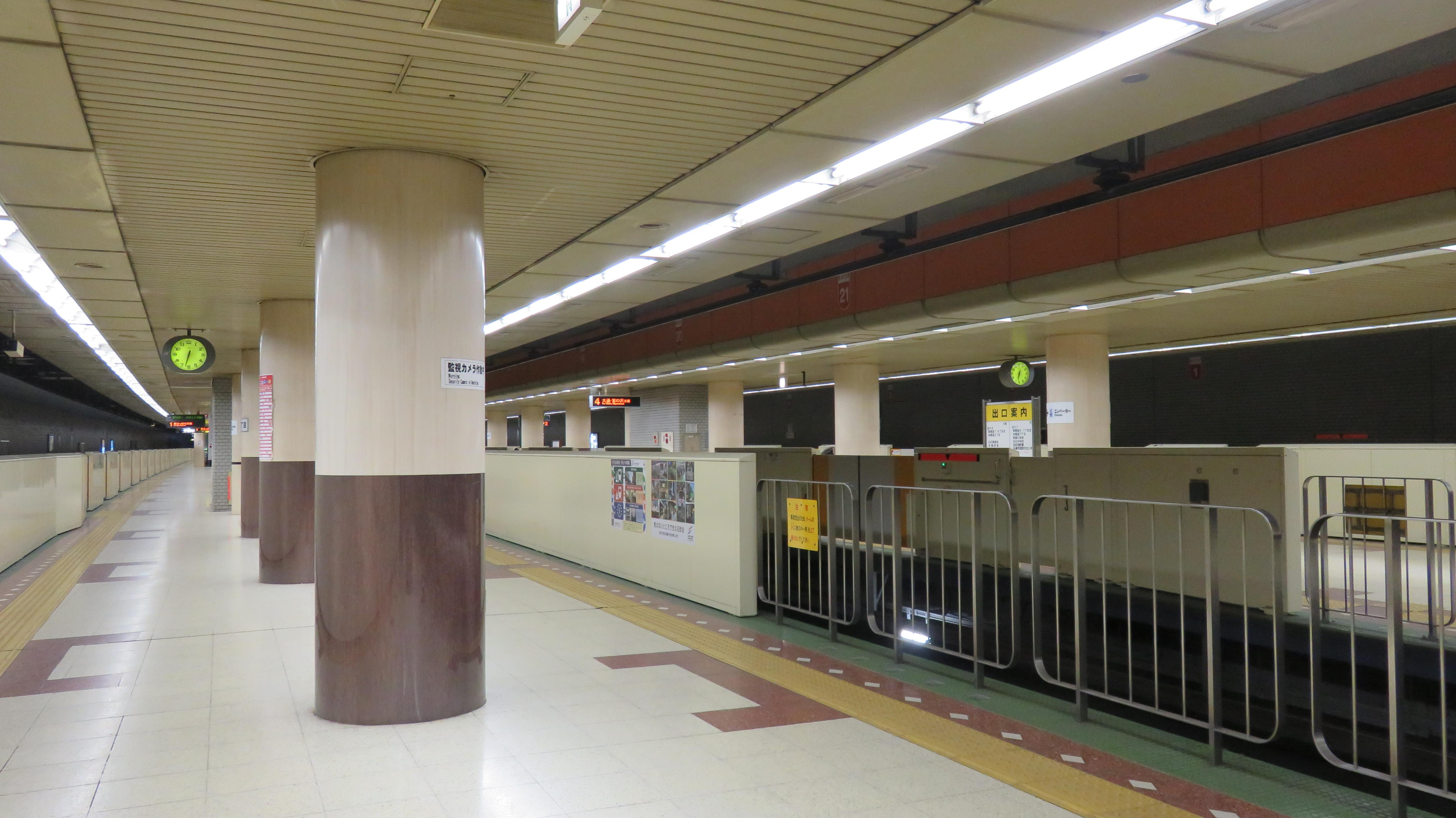
Vue des quais.